# Star Wreck: In the Pirkinning
Star Wreck: In the Pirkinning is een Finse film van regisseur Timo Vuorensola uitgebracht in 2005. De film is de zevende productie uit de Star Wreck-serie, en de eerste met een speelfilmlengte en van professionele kwaliteit, ondanks dat de film met zeer beperkte middelen gemaakt is.
De film is een parodie op de films en televisieseries Star Trek en Babylon 5. De film is gratis via Internet te downloaden, maar is inmiddels ook al op televisie vertoond. De producent is Samuli Torssonen.